# Heaven Below (EP)
Heaven Below è il primo EP dell'omonimo gruppo hard rock statunitense.

## Tracce
1. Dying Vicariously – 3:15
2. When Daylight Dies (Demo version) – 3:48
3. Heartbreaker (Cover di Pat Benatar) – 3:13
4. King of Nothing – 3:55
5. Hollywood – 3:36
6. Above the Satellites – 4:14

## Formazione
- Patrick Kennison - voce, chitarra ritmica
- Jesse Billson - chitarra solista
- John Younger - basso
- Chad Clark - batteria